# Mam (taal)
Het Mam is een taal uit van de familie der Mayatalen. Het wordt gesproken door de Mam-bevolking in het westelijke hoogland van Guatemala en in Zuid-Mexico. Met in totaal circa 500.000 Mam-sprekers, is het in Guatemala de vierde taal na het Spaans. De meeste Mam-sprekers beheersen ook het Spaans, met uitzondering van enkele geïsoleerde dorpen.
De drie belangrijkste Mam-dialecten zijn het noordelijk Mam dat wordt gesproken in het departement Huehuetenango, het zuidelijk Mam, gesproken in en rond Quetzaltenango, en centraal Mam dat wordt gesproken in San Marcos.
Hoewel de dialecten soms opvallende verschillen vertonen, kunnen de sprekers van verschillende dialecten elkaar gewoonlijk goed verstaan.